# Plateau moldave
Le plateau moldave (Podișul Moldovei en roumain) est une zone de hautes plaines dont l'altitude atteint  entre 500 et 600 m dans la région historique de Moldavie. Il est situé à l'extérieur des Carpates orientales, au nord-est de la Roumanie, en Moldavie et à l'ouest de l'Ukraine.  

## Géographie

### Situation
À l'ouest, les Carpates orientales séparent le plateau transylvain de la région historique roumaine de Moldavie, plus précisément de la Moldavie occidentale. À l'est, une partie du plateau moldave fait partie de la Moldavie orientale (qui comprend une portion de la steppe pontique entre Danube et Dniestr au sud) et, au nord, une partie de l'Ukraine (oblast de Chernivtsi). 
Le relief moldave est fait de collines à pentes douces qui, mis à part, quelques vallées encaissées, ne comportent pas de reliefs abrupts. L'altitude moyenne de l'ensemble du plateau est de 250 m. 
Au niveau hydrographique, le plateau moldave est traversé par une série de cours d'eau dont les plus importants sont le Siret (et son affluent le Bârlad), le Prout et ses affluents (le Jijia, le Bahlui), le Dniestr (et son affluent le Răut). La grande majorité de ces rivières a creusé d'amples vallées orientées nord-ouest/sud-est. Certaines, telles le Răut, ainsi que le fleuve Dniestr dans son cours supérieur, sont encaissées dans des vallées. Dans leur cours inférieur, le Jijia et le Dniestr développent des marécages. Le lac de barrage de Stânca-Costești a été construit sur le Prout à la frontière roumano-moldave. 
Le plateau de Moldavie comporte plusieurs sous-unités:
- le plateau de Suceava (partie nord-ouest) ;
- la plaine de Moldavie (nord-est) ;
- le couloir de Siret
- le plateau de Bârlad  (partie centrale et sud entre le Siret et le Prut) qui comprend[1] :
  - les collines de Tutova (entre le Siret et le Bârlad) ;
  - les collines de Fălciu (à proximité de Galaṭ);
  - la dépression d'Elan-Horincea ;
  - le plateau Covurlui.

Le point culminant du plateau de Bârlad se situe à 564 m.
Au sud, on trouve la région du Boudjak qui fait géographiquement partie de la steppe pontique et dont les collines peu escarpées ne dépassent pas 120 m d'altitude.

### Climat

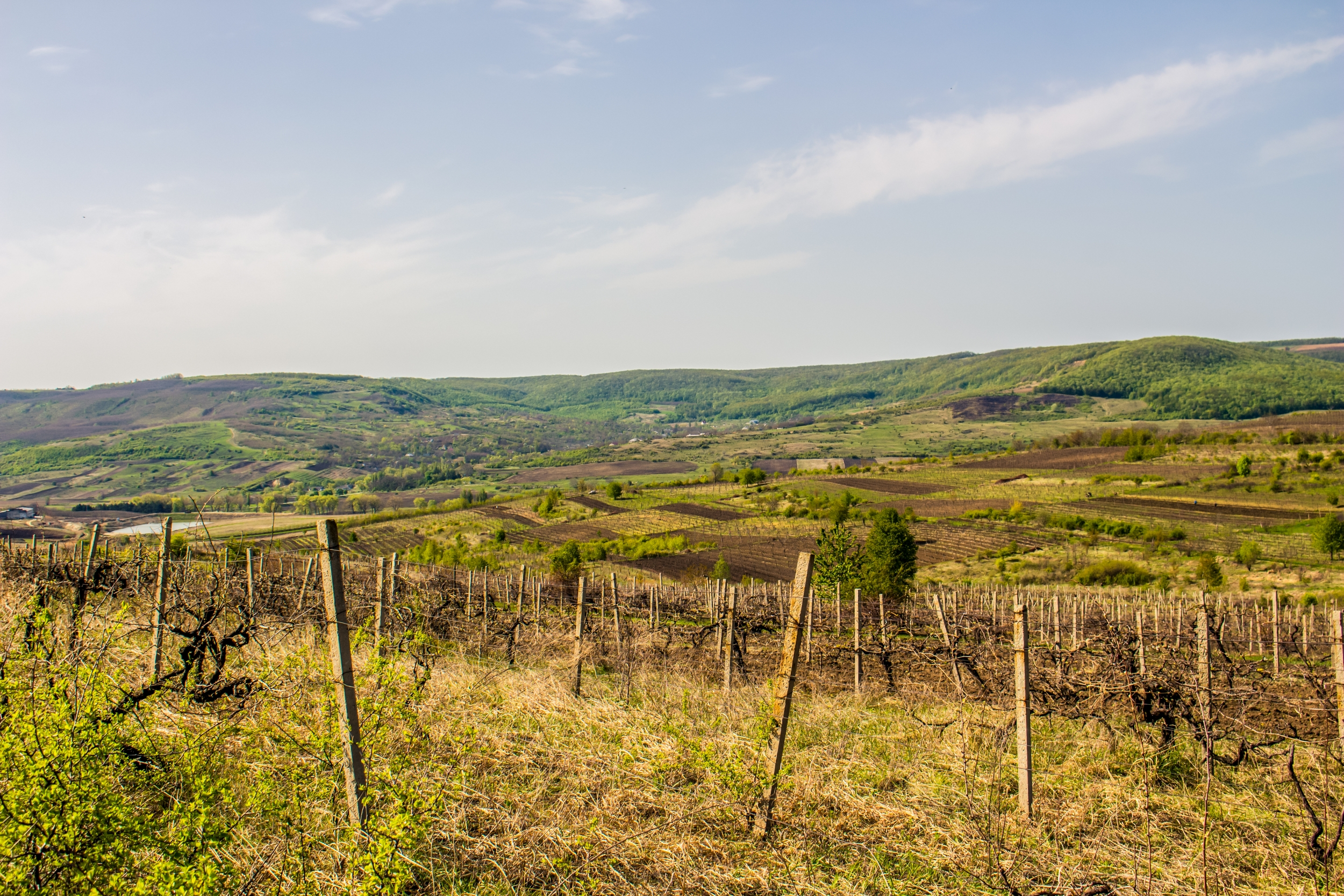
Vue du plateau central de Moldavie (réserve Dolna).

Le climat du pays est de type continental tempéré avec des hivers rigoureux (la moyenne étant de −10 °C en janvier) et des étés chauds (moyenne de 30 °C en juillet). La température moyenne annuelle est de 10 °C.

### Géologie
Le territoire du plateau moldave a été occupé par une plaine fluvio-marine et fluvio-lacustre et soulevé à la fin de l'ère Pliocène et durant le Quaternaire, par la poussée des Carpates jusqu'à des altitudes maximales comprises entre 500 et 600 m. Du fait de ce soulèvement, les cours d'eau ont parfois creusé de profondes vallées. 
Le sous-sol est principalement constitué de roches sédimentaires formées de grès, de marne, d'argile et de calcaire issus des Carpates et recouverts en de nombreux endroits de lœss. Les roches les plus dures (grès, conglomérats) se situent sur le haut des collines et les plus tendres (argile et sable) sur les bords et dans le fond des vallées. 